# Mærs
Et mærs er en platform af træ monteret på undermasten af et fuldrigget sejlskib. Mærset er som regel halvrundt fortil. Mærset sidder lige over, hvor vantet er fastgjort. Det kan benyttes som udkigspost og på orlogsskibe posteredes ofte marinere der, der skulle beskyde fjendtlige skibes dæk under nærkamp. Inde ved masten var ofte et hul, soldaterhullet, hvor marinerne bekvemt kunne krybe igennem. De rigtige matroser kravlede i stedet ad et ekstra net over yderkanten af mærset, hvorved de kravlede med ryggen nedad. På nogle gamle skibe (og på hvalfangere) havde mærset form som en kurv.
Motorskibe kan også have et mærs på masten. 